# جوانا ستوتشبيري
جوانا ستوتشبيري (1954 - 2021) كانت ناشطة كينية من أصول بريطانية في مجال الدفاع عن حقوق الأرض والبيئة وابنة أخت عالم الطبيعة البريطاني جيم كوربت وآخر أقاربه.

## نشاطها البيئي
بذلت ستوتشبيري جهودًا كبيرة وساعدت كثيرًا «مصلحة الغابات الكينية» من أجل الحفاظ على البيئة في الغابات الكينية، لعل أبرزها جهودها المتفانية كان حماية غابة كيامبو بالقرب من نيروبي من التعدي من قبل رجال الأعمال المحليين وتصدرت عناوين الصحف في 2018.
تلقت ستوتشبيري تحذيرات وتهديدات بالقتل من قبل مجهولين إذا استمرت في نشاطها المعارض لتدمير الغابة والبناء عليها ومع ذلك لم تقم الشرطة بحمايتها.

## مقتلها
في يوم الخميس 15 يوليو 2021، كانت الناشطة البالغة من العمر 67 عامًا عائدة بسيارتها إلى منزلها في ضواحي نيروبي عندما قُتلت بالرصاص في الساعة 10 مساءً بالتوقيت المحلي. حسب التقارير أوقفت سيارتها لإزالة جذوع أشجار وضعت عمداً على الطريق وعند عودتها إلى السيارة، أُطلق عليها الرصاص أربعة مرات. وقد عثر جيرانها على جثتها في السيارة بينما كان المحرك لا يزال يعمل. واكتُشف أن الجناة تركوا أغراضًا ثمينة بالسيارة قبل فرارهم مما يثبت أن عملية القتل لم تكن بهدف السرقة وإنما كانت نتيجة دفاع ستوتشبيري عن البيئة الذي دفعت حياتها ثمنًا له.

## ردود الفعل
أدان الرئيس الكيني أوهورو كينياتا عملية القتل، كما أدانتها المنظمة غير الحكومية وايدلايف دايركت [الإنجليزية] الحادث ووصفت الدكتورة بولا كاهومبو، الرئيس التنفيذي للمنظمة، الحادث بأنه «أمر مروع». وقد نعت مفوّضة الأمم المتحدة السامية لحقوق الإنسان ميشال باشليت الناشطة الراحلة خلال المؤتمر العالمي لحفظ الطبيعة.
دعت منظمة «ورد فوريست» الرئيس الكيني لإقامة منطقة محمية وطنية من الغابة تكريمًا لجوانا.